# Deutsche Telekom IoT
Deutsche Telekom IoT GmbH (häufig als „DT IoT“ abgekürzt) ist eine Tochtergesellschaft der Deutsche Telekom AG mit Sitz in Bonn. Sie wurde gegründet, um das Geschäft mit Lösungen und Dienstleistungen im Bereich des Internet der Dinge (IoT) innerhalb des Konzerns zu bündeln und als eigenständige Einheit gezielter auf internationale Anforderungen von Geschäftskunden reagieren zu können.

## Geschichte
Die Gründung der Deutschen Telekom IoT GmbH erfolgte am 1. Juli 2020 im Rahmen einer strategischen Neuausrichtung der Deutschen Telekom AG. Ziel war es, das IoT-Geschäft organisatorisch auszugliedern, um gezielter auf den wachsenden Markt für IoT-Dienstleistungen reagieren zu können. Die Gesellschaft verantwortet das gesamte IoT-Geschäft im Geschäftskundenbereich der Deutschen Telekom – vom technischen Vertrieb über Lösungsdesign bis zum Betrieb.

## Dienstleistungen
Die Deutsche Telekom IoT GmbH bietet IoT-Dienstleistungen für Unternehmen verschiedener Branchen an. Dazu zählen unter anderem:
- Konnektivität: NB-IoT (Narrowband IoT), LTE-M, 5G, Satellit[3]
- M2M-SIM-Karten: Klassische SIM-Karten, eSIM, nuSIM
- Plattformlösungen: Bereitstellung von Device Management-Plattformen wie der „Cloud of Things“ zur zentralen Steuerung und Analyse von IoT-Geräten[4]
- Anwendungsfelder: u. a. Smart Cities, vernetzte Fahrzeuge, Industrie 4.0, Logistik, Einzelhandel[5]
- Sicherheit: Datenschutz- und Datensicherheitslösungen in IoT-Ökosystemen[6]

## Technologische Schwerpunkte
DT IoT setzt verschiedene Zukunftstechnologien zur Realisierung von IoT-Anwendungen ein:
- Künstliche Intelligenz: Einsatz von KI zur Optimierung von IoT-Prozessen und zur Datenanalyse
- Edge Computing: Datenverarbeitung direkt am Netzwerkrand für geringere Latenz und Echtzeitfähigkeit
- 5G: Mobilfunkstandards für die zuverlässige, latenzarme Vernetzung von Geräten[7]
- LPWA: Energieeffiziente Funktechnologien wie NB-IoT und LTE-M für die großflächige Vernetzung von Geräten mit geringem Energiebedarf[8]
- Satelliten-IoT: Konnektivität an Orten ohne Mobilfunkabdeckung – etwa für kritische Infrastruktur, Versorgungsnetze oder abgelegene Industrieanlagen[9]

## Internationale Ausrichtung
Obwohl der Unternehmenssitz in Deutschland liegt, agiert die Deutsche Telekom IoT GmbH weltweit. Die Lösungen basieren auf der internationalen Infrastruktur der Deutschen Telekom, die in über 50 Ländern vertreten ist. 
Im Bereich der IoT-Konnektivität bietet die Telekom über ihre Roaming-Partner Netzabdeckung in mehr als 180 Ländern weltweit. Dazu zählen sowohl klassische Verbindungen zwischen Maschinen über Mobilfunknetze (M2M), als auch moderne Technologien wie NB-IoT und LTE-M – je nach lokalem Partnernetz.

## Kunden und Branchen
Die angebotenen Lösungen richten sich an Unternehmen unterschiedlicher Größe aus diversen Wirtschaftssektoren:
- Automobilbranche (z. B. vernetzte Fahrzeuge, Telematik)
- Logistik (z. B. Asset Tracking, Flottenmanagement)
- Bauwesen und Smart Buildings
- Fertigungsindustrie
- Einzelhandel[5]

### Beispiele
- Kärcher: Vernetzte Reinigungsroboter mit globaler Fernüberwachung[11]
- ista: Vernetzte Heizkostenverteiler für effizienteres Energiemanagement[12]